# Topolovac
Topolovac falu Horvátországban, Sziszek-Monoszló megyében. Közigazgatásilag Sziszekhez tartozik.

## Fekvése
Sziszek délkeleti szomszédságában, azzal teljesen egybeépülve, a Száva bal partján fekszik.

## Története
1602-ben „Topolavcz” néven említik először. 1672-ben „Topolovecz confisium ad Colapis”, 1718-ban „possesio Topoloucz” alakban szerepel a korabeli forrásokban. A zágrábi káptalan sziszeki uradalmához tartozott. Az évszázadok során általában osztozott a szomszédos Sziszek sorsában. A 16. században határába gerendavárat építettek, mely Sziszek várának szomszédságában a törökellenes védelmi vonal része volt. Valószínűleg a török veszély elmúltával a 17. század közepén telepítették be. 1773-ban az első katonai felmérés térképén „Dorf Topolovecz” néven szerepel. A 19. században a Keglevich család uradalmi központja lett, ekkor épült a család itteni kastélya is. 1857-ben 381, 1910-ben 975 lakosa volt.
A 20. század első éveiben a kilátástalan gazdasági helyzet miatt sokan vándoroltak ki a tengerentúlra. 1918-ban az új szerb-horvát-szlovén állam, majd később Jugoszlávia része lett. A második világháború idején a Független Horvát Állam része volt. A háború után a béke időszaka köszöntött a településre. Enyhült a szegénység és sok ember talált munkát a közeli városban. A falu 1991. június 25-én a független Horvátország része lett. 2011-ben 897 lakosa volt.

## Népesség
| Lakosság változása | Lakosság változása | Lakosság változása | Lakosság változása | Lakosság változása | Lakosság változása | Lakosság változása | Lakosság változása | Lakosság változása | Lakosság változása | Lakosság változása | Lakosság változása | Lakosság változása | Lakosság változása | Lakosság változása | Lakosság változása |
| ------------------ | ------------------ | ------------------ | ------------------ | ------------------ | ------------------ | ------------------ | ------------------ | ------------------ | ------------------ | ------------------ | ------------------ | ------------------ | ------------------ | ------------------ | ------------------ |
| 1857               | 1869               | 1880               | 1890               | 1900               | 1910               | 1921               | 1931               | 1948               | 1953               | 1961               | 1971               | 1981               | 1991               | 2001               | 2011               |
| 381                | 488                | 622                | 728                | 709                | 975                | 1.001              | 959                | 1.153              | 1.311              | 1.514              | 1.231              | 1.065              | 1.129              | 960                | 897                |

## Nevezetességei
A stari topolovaci településrészen áll Keresztelő Szent János tiszteletére szentelt kápolnája a településen belüli út mellett egy ligetben áll. Egyhajós, kisméretű, téglából épített épület, a hajónál keskenyebb, lekerekített szentéllyel. A 19. század első felében épült barokk-klasszicista stílusban. A fő nyugati homlokzat felett található a harangtorony. A templomhajót és a szentélyt a csehboltozat egyetlen boltmezőjével boltozták. Az apszist a szentély kupolaboltozatától boltív választja el. A megvilágítást úgy sikerült megoldani, hogy a hajó és a szentély oldalfalain egy-egy ablakot nyitottak. A nyeregtetőt cserepek borítják. A berendezésből megőrizték a historikus, szerény faoltárt, amelynek központi képe Krisztus keresztelése.
Topolovac 16. századi gerendavárának csekély maradványai.
A Keglević-kastély és gazdasági épületegyüttese 1831-ben épült késő barokk-klasszicista stílusban. 25 hektáros terület tartozik hozzá. A szerény kivitelezésű kastély négyszög alaprajzú egyemeletes épület elöl árkádokkal. A bejárat feletti oromzaton a család címere látható. a homlokzatot legfelül kis torony ékesíti. Több gazdasági épület tartozik hozzá.
Védett lakóház a 172. szám alatti egyemeletes, nyeregtetős faépület, amelyet a 19. század végén hagyományos módon építettek. Hosszúkás, téglalap alaprajzú épület, melynek hosszabb homlokzata az utcára néz. A földszinti és az emeleti rész is háromszobás, míg a földszint és az első emelet közötti kommunikációt egy belső lépcső biztosítja. A főbejárat a hosszabb főhomlokzat közepén található. A kertet fából készült kerítés veszi körül, benne gazdasági épületek találhatók.
Védett lakóház a 174. szám alatti egyemeletes, csonka kontytetős faépület. A hagyományos faház, 19. század végén épült, téglából készült földszinttel, hosszúkás, téglalap alaprajzzal. Az oromzatos homlokzat földszinti és első emeleti ablakai felett egy kisebb tető található. A földszinten és az első emeleten három szoba található. Kommunikáció a földszint és az első emelet között egy külső, fedett falépcsőn biztosított, amely az első emelet zárt verandához, az úgynevezett "ganjk"-hoz vezet, ahonnan az első emeleti szobákba lehet belépni.
A Goričica 188. szám, alatti ház egy 1888-ban épült hagyományos fa lakóház. Hosszúkás, téglalap alaprajzú, csonka kontytetős homlokzata az utcára néz. Az oromzatos homlokzaton a földszinti és az emeleti ablakok felett egy kisebb tető található. A tölgyfadeszkák a sarkokon német módra vannak csatlakoztatva.
Az Ostrovo 14. szám alatti fa lakóház 19. század végén épült falazott földszinttel,  "L" alaprajzzal. Az első emelet a lakórész, míg a földszint gazdasági funkciót tölt be. A földszint és az első emelet közötti kommunikációt egy külső falépcső teszi lehetővé, amely az emelet zárt verandájához vezet. Megmaradt a régi ácsmunka, a kisméretű dupla szárnyú ablaknyílásokkal. A kertet fából készült kerítés veszi körül, az udvaron pedig fa és tégla gazdasági épületek vannak.
A Keglevich család kastélya a 19. század elején épült uradalmi központként. Ez volt az a központ, amely körül Topolovac település a mai formájában kialakult. Az eredeti épületegyüttesből a mai napig a következő épületek maradtak fenn: a főépület - maga a kastély, az 1. számú lakóépület faburkolattal, a 2. számú lakóépület, a 3. számú kereskedelmi  és lakóépület, az istállók szénapadlással, a borospince, a magtár és a park maradványai.
A Matovina-kúria egy egyemeletes épület késő barokk-klasszicista jellegzetességekkel. Valószínűleg a 19. század második felében épült egy régebbi kúria helyén, majd 1895-ben Ivan Matovina vásárolta meg. Hosszabb (bejárati) oldala az utca felé néz. Az udvar hátsó részén egy fából és téglából készült istálló, valamint gyümölcsös és szántó található. Az épület téglalap alaprajzú, manzárdtetőstetős, trapéz alakú oromzatai deszkazsaluzatokkal vannak bélelve. A homlokzat falfelületét egy profilozott párkány tagolja földszinti és emeleti részre. Az első emeleti pilaszterek az elválasztó és a tetőtéri párkányokkal együtt mezőket alkotnak, amelyeken belül az ablakokat barokk faragványok díszítik. A földszinti sarkok rusztikusak.

## Sport
Az NK TŠK Topolovac labdarúgóklubot 1932-ben alapították. Jelenleg a megyei első osztályban szerepel. Legnagyobb sikerét a 2001/2002-es szezonban érte el, amikor az NHL első osztályában játszott. Legnagyobb kupasikere is ehhez a szezonhoz fűződik, amikor a horvát kupa negyeddöntőjébe jutott.